# Stamningsförbundet
Stamningsförbundet är ett riksförbund för Sveriges 16 stamningsföreningar. Stamningsförbundet har cirka 750 medlemmar och arbetar för att sprida information om stamning och åstadkomma ett bättre bemötande.
Den första stamningsföreningen bildades på 1950-talet i Stockholm. 1977 gick flera stamningsföreningar samman till Sveriges Stamningsföreningars Riksförbund (SSR). 2008 bytte förbundsmötet namn till Stamningsförbundet. Förbundet är medlem i Funktionsrätt Sverige och de är också en aktiv medlem i ELSA (European League of Stuttering Associations och ISA (International Stuttering Association).